# Valeriu Andronic
Pour les articles homonymes, voir Andronic.
Valeriu Andronic est un footballeur international moldave né le 21 décembre 1982 à Chișinău. Il évolue actuellement au Milsami Orhei au poste de milieu de terrain.

## Carrière

### En club
Valeriu Andronic signe en 2008 dans le club russe du Baltika Kaliningrad.
Il intègre les rangs du FC Zimbru Chișinău en février 2013. Il s'engage ensuite avec le FK Khodjent.
En février 2015, il signe au FC Veris Chișinău puis, après un passage au FC Costuleni, il s'engage en janvier 2015, avec le Malkiya Club. En mai 2015, il signe au Milsami Orhei.

### En sélection
Valeriu Andronic reçoit 34 sélections et inscrit 4 buts en équipe de Moldavie entre 2001 et 2011. 
Il joue son premier match en équipe nationale le 15 août 2001 en amical contre le Portugal. Il inscrit son premier but en sélection le 11 février 2009 à l'occasion d'un match amical contre la Macédoine.
Il joue 3 matchs comptant pour les tours préliminaires du mondial 2002, et 8 matchs dans le cadre des éliminatoires du mondial 2010.

## Palmarès
- Champion de Hongrie en 2003 avec le MTK Budapest
- Vainqueur de la Coupe du Kazakhstan en 2010 avec le Lokomotiv Astana